# Metalectra nigellus
Metalectra nigellus là một loài bướm đêm trong họ Erebidae.